# In Our Hands
In Our Hands es una película de musical y documental de 1984, dirigida por Robert Richter y Stanley Warnow, a cargo de la fotografía estuvieron Robert Achs, Gerald Cotts y Steven Fierberg, el elenco está compuesto por Joan Baez, Bob Balaban y Ellen Burstyn, entre otros. El filme fue realizado por June 12 Film Group, se estrenó el 16 de febrero de 1984.

## Sinopsis
Un millón de individuos. Una voz: ponerle fin a la carrera de armamentos nucleares. La marcha por la paz más vasta que se haya visto, un día muy especial, en el que hasta la policía se puso a favor de los manifestantes.